# When the Stars Go Blue
«When The Stars Go Blue» es una canción popular de country alternativo compuesta y grabada originalmente por Ryan Adams, solista y también miembro de la banda The Cardinals. Apareció por primera vez en su álbum Gold, el 25 de septiembre de 2001. El tema ha sido versionado por numerosos artistas, entre ellos la banda de música celta The Corrs junto con Bono, líder de U2; por el cantante de country Tim McGraw, y por Venke Knutson y Kurt Nilsen a dúo.

## Recepción por la crítica
La versión original de "When the Stars Go Blue" en el álbum Gold recibió poca atención por parte de los críticos debido a diversas causas. El álbum fue lanzado el 25 de septiembre de 2001, con un sencillo llamado "New York, New York", que llegó a ser un éxito en la radio inmerso en la aureola de la tragedia del 11-s. No fue hasta las versiones posteriores de otros autores cuando la canción atrajo la atención de los críticos. En la actualidad, se considera que "When The Stars Go Blue" es «la balada más espléndida de Gold».

## Personal
- Ryan Adams - voz, guitarra acústica.
- Richard Causon - piano
- Ethan Johns - guitarra de 12 cuerdas, harmonium, piano electrónico, mandocello, Chamberlain strings, batería.
- Julianna Raye - segunda voz.

## La versión de The Corrs
The Corrs grabó una versión de esta canción en su álbum VH1 Presents: The Corrs, Live In Dublin en 2002, junto al cantante de U2, Bono, que fue lanzada como sencillo en el ámbito anglosajón. El tema fue remezclado para el álbum-recopilatorio Dreams: The Ultimate Corrs Collection durante 2007, y lanzado como sencillo en España, llegando a ser nº 1 en septiembre.